# Франц I (князь Ліхтенштейну)
Франц I (нім. Franz I.), ім'я при народженні Франц де Паула Марія Карл Август фон унд цу Ліхтенштейн (нім. Franz de Paula Maria Karl August von und zu Liechtenstein), (нар. 28 серпня 1853 — пом. 25 липня 1938) — 13-й князь Ліхтенштейну в 1929—1938 роках, син князя Алоїза II та графині Франциски Кінські фон Вхініц унд Теттау.
У березні—липні 1938 спадкоємець Франц Йосип II виконував при ньому функції регента країни.
Успадкував престол від старшого брата Йоганна II, який не одружувався і не мав нащадків.
Будучи кронпринцом, у 1894—1899 роках був головою посольства Австро-Угорщини при дворі російського імператора Миколи II.

## Біографія
Франц народився 28 серпня 1853 у Відні. Він був одинадцятою дитиною та другим сином в родині правлячого князя Ліхтенштейну Алоїза II та його дружини Франциски Кінські фон Вхініц унд Теттау. Хлопчик мав старшого брата Йоганна та сестер Марію, Кароліну, Софію, Алоїзію, Іду, Франциску, Генрієтту, Анну та Терезію.
Батько помер, коли хлопцеві було 5 років. Престол перейшов до його старшого брата Йоганна.
Вивчав право в університетах Відня і Праги. Спочатку перебував на військовій службі, згодом подався у дипломатію. У 1879—1892 роках обіймав посаду аташе в Брюсселі при дворі Леопольда II.

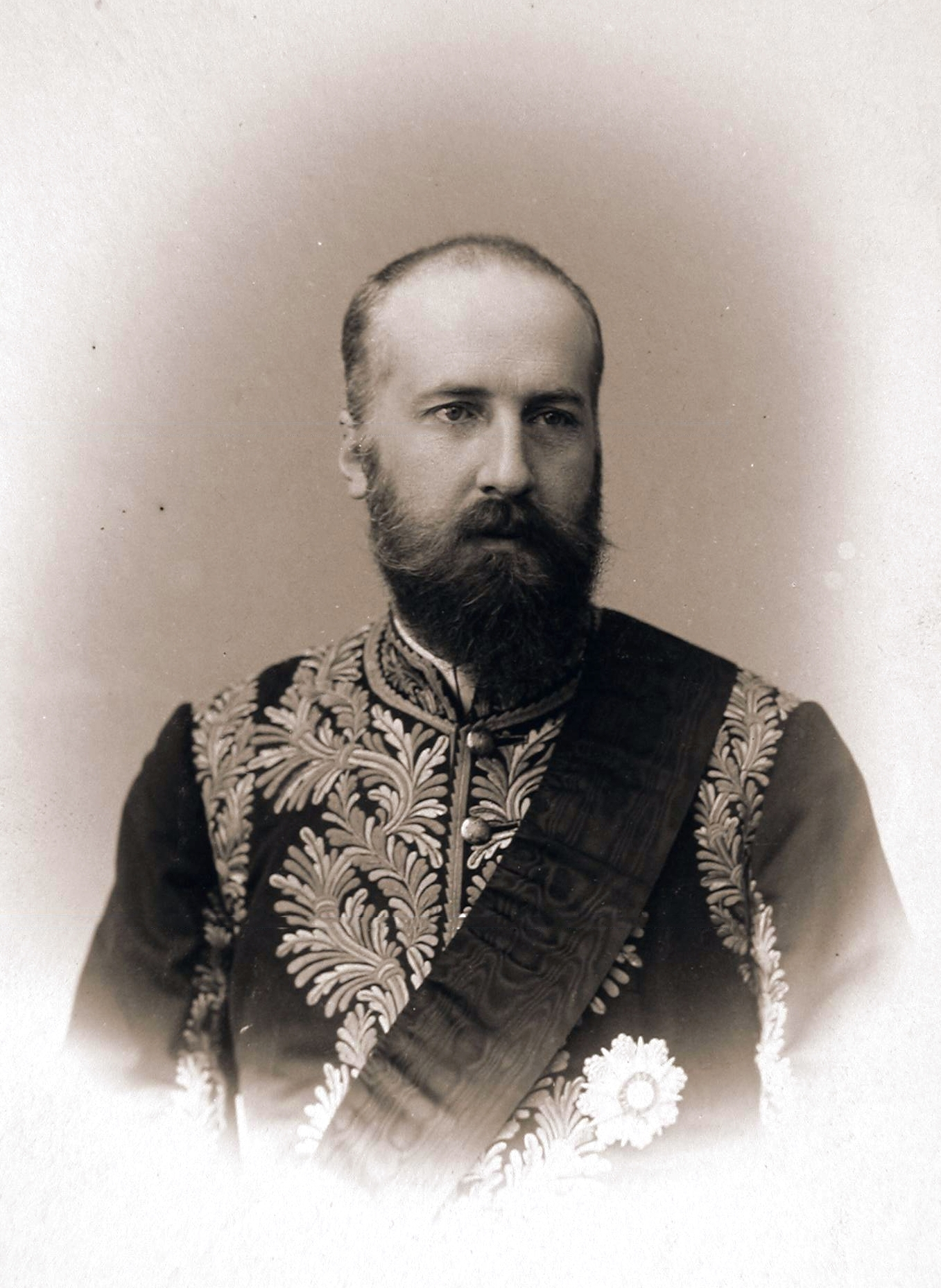
Франц Ліхтенштейн у Росії

У 1894—1899 роках був головою посольства Австро-Угорщини при дворі російського імператора Миколи II. На цьому терені він чимало сприяв поглибленню наукових контактів між Австрією та Росією. Чесно намагався встановити союз між їхніми країнами та запобігти назріваючому конфлікту. У 1896 та 1897 роках йому вдалося навіть організувати зустрічі імператорів у Відні та Петербурзі. При ньому посольство стало одним із найважливіших політичних і соціальних центрів столиці царської Росії. Проте, його зусилля по налагодженню відносин між державами саботували деякі військові та політичні кола у Відні.
Принц вільно володів російською мовою. Товаришував із майбутнім директором Пажеського корпусу Миколою Єпанчиним. Крім того, у Петербурзі у нього стався бурхливий роман з княгинею Оленою Костянтинівною Наришкіною (уродженою Толль), яка була дружиною камергера Дмитра Наришкіна. За деякими даними у Франца та Олени народився син. Чоловік тим не менш не давав Олені розлучення.
Після повернення із Росії Франц кілька років допомагав своєму братові Йоганну із управлінням. Продовжував покровительствувати науці та мистецтву. У 1903 році став членом Опікунської ради музеїв та членом ради Комісії з недавньої історії Австрії. За його підтримки були видані великі праці «Archivalien zur Neueren Geschichte Österreichs» та «Neue Österreichische Biografie». Сприяв вивченню історії Австрії та Європи за документами, що зберігаються в російських архівах.
У 1907 році він придбав за 40 000 австрійських крон велику бібліотеку у 9000 екземплярів, яка належала російському історику Більбасову. У тому ж році ініціював створення кафедри Східно-Європейської історії у Віденському університеті, а у 1911-му — Центральної Комісії по збереженню історичних цінностей.
У 1914 Франц Ліхтенштейн став почесним членом Австрійської академії наук.
Спадкоємець австро-угорського престолу Франц Фердинанд призначав Ліхтенштейну в майбутньому уряді пост федерального канцлера. Однак вбивство в Сараєво поклало край цим планам.

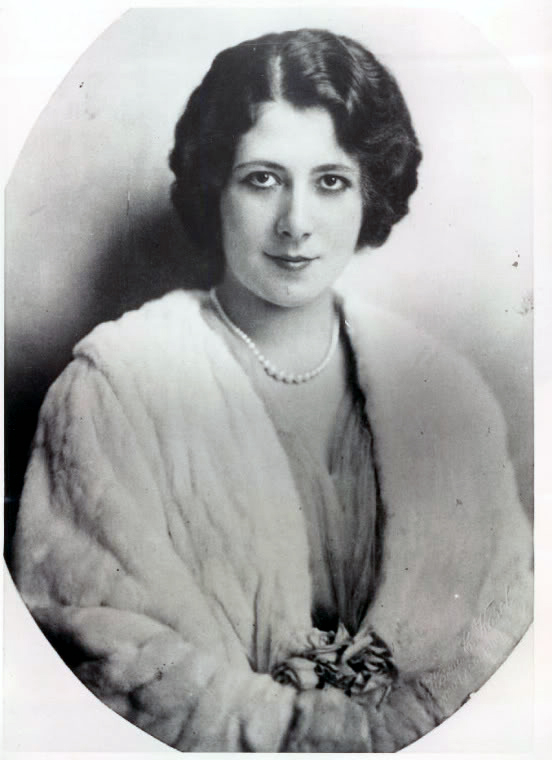
Фото Ельзи фон Гутманн, 1910

Франц успадкував престол у дуже поважному віці 76 років. Невдовзі після вступу на трон він одружився із шляхтянкою єврейського походження Ельзою фон Гутманн, з якою познайомився ще у 1914 році. Весілля відбулося 22 липня 1929 у Відні. Дітей у подружжя не було. Спадкоємцем трону було визнано його кузена Алоїза, але той відмовився на користь сина Франца Йосипа. Пара прагнула до активних регулярних зустрічей із населенням Ліхтенштейна.
Князь продовжував економічні реформи свого брата та політику зближення із Австрією та Швейцарією. Остання взяла на себе організацію поштової служби в Ліхтенштейні та надала князівству можливість використовувати швейцарський франк як національну валюту.
Під час проведення земельної реформи в Чехословаччині вів перемовини із чехословацьким урядом щодо майна Ліхтенштейнів у країні. На той час вони були найбільшими землевласниками в Моравії, де їм належало 135 706 га, та третіми у Сілезії із 9 648 га. Врешті решт був змушений продати за офіційною ціною (близько 1/3 від ринкової ціни) близько 60 % землі.
У березні 1938 року, після аншлюсу, Франц I проголосив Франца Йосифа регентом країни. Формально причиною такого рішення був названий похилий вік князя, але вважається, що дійсною причиною було небажання Франца перебувати на троні в момент вторгнення в країну нацистської Німеччини. Тим не менш, князівству вдалося вберегти нейтралітет та уникнути німецької окупації.
Франца I не стало 25 липня 1938 року. Він похований у новому склепі гробниці родини Ліхтенштейн у Вранові.

## Нагороди
- Орден Золотого руна № 1204 (Австрійська імперія).